# ジュシュー駅
ジュシュー駅 (ジュシューえき、仏：Jussieu)は、フランス・パリの5区にあるメトロ (地下鉄) の駅。7号線と10号線を利用することができる。

## 概要
ジュシュー駅は、パリの地下鉄メトロの駅。7号線と10号線が利用可能である。パリ5区の東部にあり、パリ第6大学の西側のジュシュー広場に位置している。
1931年4月26日、7号線と10号線の2つの路線の駅として開業した。駅名は、17世紀から19世紀にかけて多くの植物学者を輩出したジュシュー一族（アントワーヌ・ローラン・ド・ジュシューらがいる）にちなんで名付けられた。

## 利用可能な鉄道路線
- メトロ
  - 7号線
  - 10号線

## 駅周辺
- アラブ世界研究所 (Institut du Monde Arabe)
- パリ植物園 (Jardin des Plantes)
  - 国立自然史博物館 (Muséum National d'Histoire Naturelle)
  - 進化大陳列館 (Grande Galerie de l'Évolution)
  - パリ植物園付属動物園 （メナジュリー・デュ・ジャルダン・デ・プラント、Ménagerie du Jardin des Plantes）
- パリ第6大学 （ピエールとマリ・キュリー） (Université Paris VI (Pierre et Marie Curie))
- グランド・モスケ・ド・パリ (Mosquée de Paris)
- リュテス円形闘技場 (Arènes de Lutèce) – ガロ・ローマ時代の遺跡。

## 隣の駅
パリメトロ
7号線
シュリー＝モルラン駅 （Sully - Morland） - ジュシュー駅 - プラス・モンジュ駅 （Place Monge）
10号線
カルディナル・ルモワーヌ駅 （Cardinal Lemoine） - ジュシュー駅 - オステルリッツ駅 （ガール・ドステルリッツ、Gare d'Austerlitz）